# Alessandro Basso
Alessandro Basso (Spilimbergo, 17 agosto 1978) è un politico italiano, sindaco di Pordenone dal 2025.

## Biografia
Laureatosi in lettere all'Università di Udine con un curriculum accademico storico-artistico, Basso comincia la sua attività come insegnante di scuola primaria, arrivando anche a ricoprire la carica di preside. Basso è iscritto attivamente alla Cisl Scuola della provincia di Pordenone.
Cattolico praticante, dal 2021 è legato sentimentalmente a Loris Bazzo, sindaco di Carlino.

### Attività politica
Comincia la sua carriera nelle istituzioni nel 2016, venendo eletto consigliere comunale nella lista civica del neo-eletto sindaco di Pordenone Alessandro Ciriani.
Due anni più tardi, nel 2018, iscrittosi a Fratelli d'Italia, si candida per un seggio da consigliere regionale alle elezioni di quell'anno a sostegno di Massimiliano Fedriga, poi eletto governatore: Basso risulta eletto in consiglio regionale e verrà riconfermato anche alla tornata elettorale successiva.
A seguito delle dimissioni di Alessandro Ciriani, eletto europarlamentare, Basso diventa il candidato ufficiale della coalizione di centro-destra per la carica di sindaco di Pordenone: godendo del sostegno di tutti i partiti della coalizione, viene eletto primo cittadino già al primo turno con il 54,03% dei voti, insediandosi il 18 aprile.